# Frank Nolden
Frank Nolden (* 27. Juli 1963 in Heide (Holstein)) ist ein deutscher Jurist, Hochschullehrer und Rektor der Hochschule Meißen.

## Leben
Nolden studierte an der Christian-Albrechts-Universität Kiel Rechtswissenschaft. Nach dem Studienabschluss wurde er 1993 Dezernent für Studentische und Studienangelegenheiten in der zentralen Verwaltung der Universität zu Kiel. 1996 wechselte er in die Steuerverwaltung der Stadt Hamburg. In der Hamburger Zeit wurde er 1997 in Kiel zum Dr. iur. promoviert. Im Jahr 2000 wurde er ständiger Vertreter des Kanzlers der Universität Köln und dann im Juni 2005 Kanzler der Universität Leipzig. 2013 wurde er Rektor der Hochschule Meißen (FH) und Fortbildungszentrum. Als Professor lehrt er dort unter anderem Europarecht.
Nolden ist Mitherausgeber der Zeitschrift Ausbildung – Prüfung – Fachpraxis (apf).

## Werke
- Die ausgleichspflichtige Inhalts- und Schrankenbestimmung des Eigentums am Beispiel des Naturschutzrechts. Kiel 1997.
- Nolden u. a. (Hrsg.): Sächsisches Hochschulgesetz. Berlin 2011. ISBN 978-3-8305-1762-7.
- Brüggen, Geiert, Nolden (Hrsg.): SächsGemO. Gemeindeordnung für den Freistaat Sachsen. Dresden 2015. ISBN 978-3-938526-08-8.
- Die Europäische Union. 5. Aufl., Wiesbaden 2017. ISBN 978-3-8293-1193-9.
- Frank Nolden, Achim Kurz, Sebastian Schmuck (Hrsg.): Hochschulgesetz Sachsen-Anhalt Praxiskommentar. Berlin 2018. ISBN 978-3-8305-3825-7.